# رولاند فراي
رولاند فراي (بالإنجليزية: Roland Frye)‏ هو عالم عقيدة وصحفي أمريكي، ولد في 3 يوليو 1921 في برمنغهام في الولايات المتحدة، وتوفي في 13 يناير 2005 في Gladwyne, Pennsylvania ‏ في الولايات المتحدة.